# Arnošt Bareš
Arnošt Bareš (22. prosince 1898 Sezemice – 10. května 1974 Praha) byl český novinář, šéfredaktor ČTK, ředitel pražského informačního ústředí OSN, profesor češtiny a francouzštiny a překladatel z francouzštiny.

## Biografie
Narodil se v Sezemicích v rodině obuvníka Františka Bareše (1859–1958) a jeho druhé manželky Miloslavy (1874–1944). Po absolutoriu reálky v roce 1917 narukoval do armády a bojoval na ruské frontě. Po válce absolvoval Filozofickou fakultu Univerzity Karlovy (promoce 1922). Jeho prvním zaměstnáním byla výuka na reálce v Pardubicích, kde vyučoval francouzštině a češtině.
V polovině dvacátých let vyhrál konkurs ministerstva školství na memoriál k desátému výročí úmrtí generála Dr. Milana Rastislava Štefánika, který zpracoval (vyšlo 1929). Koncem 20. let získal stipendium do Paříže, kde shromažďoval další materiály o jeho životě. Zde se seznámil se zpravodajem ČTK Jaroslavem Jírou, který ho během dovolené požádal o zastupování. To byla první práce Arnošta Bareše pro ČTK. Dne 1. května 1931 nastoupil Bareš do ČTK do funkce přednosty politické redakce. 1. května 1937 byl jmenován šéfredaktorem politické redakce ČTK. 29. září 1938 byl jako jediný novinář z Československa přítomen v Mnichově, společně s československým velvyslancem Vojtěchem Mastným a sekčním šéfem ministerstva zahraničí Hubertem Masaříkem, kde vyslechli výsledky mnichovského diktátu. V lednu, únoru a začátkem března 1939 se Arnošt Bareš na zahraničních cestách po západní Evropě snažil budovat exilové buňky ČTK.
Po vzniku Protektorátu Čechy a Morava byl po zatčení přednosty tiskového odboru ČTK Zdeňka Schmoranze gestapem 1. září 1939 jmenován šéfredaktorem ČTK. 12. září byl zatčen i Bareš. Proces v Berlíně se konal 12. a 13. listopadu 1941. Na rozdíl od Zdeňka Schmoranze nedostal trest smrti, ale za „zemězrádné vyzvídání a přípravu velezrady“ 10 let vězení. Trest smrti nebyl udělen mj. proto, že se nepodařilo prokázat, že by měl v ČTK nebo doma kompromitující materiály. Arnošt Bareš byl po rozsudku odvezen do káznice v Golnově (dnes Goleniów, německy Gollnow). V prosinci 1941 byl přesunut do vězení v Ebrachu východně od Mnichova. Na konci války společně se zhruba 4 500 vězni absolvoval pochod smrti do 250 kilometrů vzdáleného koncentračního tábora Dachau. Během pochodu byli 1. května 1945 osvobozeni Američany ve vesnici Unterheldenberg u Landau.
Ačkoliv Arnošt Bareš nikdy nebyl členem žádné politické strany, v meziválečném období sympatizoval s agrárníky. Po návratu z nacistického vězení 17. května 1945 byl poslán na nucenou dovolenou. Kolaborantské vedení ČTK se obávalo jeho návratu.
Roku 1947 byl ministry Kopeckým a Masarykem pověřen vybudováním Informačního ústředí OSN v Praze, jehož se stal ředitelem. Informační středisko tehdy sídlilo v pražské Panské č. 5. Protože byl veden jako pracovník OSN, nemohli ho komunisté po únoru 1948 odvolat. Zde pracoval až do odchodu do důchodu v roce 1961.
Arnošt Bareš se celý život věnoval též překládání z francouzštiny, překládal jak prózu, tak poesii např. Maurice Leblanca, Romaina Rollanda ad.
Manželkou Arnošta Bareše byla Anežka, rozená Formanová (1898–1976, svatba 1923 v Sezemicích) rodem z Čivic u Pardubic.
Zemřel v Praze na diabetes 10. května 1974. Pohřben byl na ústředním pardubickém hřbitově.
Arnošt Bareš měl dva syny, starší prof. Ivan Bareš (1925–2019) byl sociolog, anglista a češtinář v Praze, mladší Milan Bareš (1927–1991) byl zemědělský inženýr v Nasavrkách.
Sestra Arnošta Bareše Květa Barešová, provdaná Milenovská (1910–1996) se v období po II. světové válce angažovala ve Svazu katolických žen (po roce 1948 činnost byla zakázaná). Zároveň napsala studii Blahoslavená Anežka (1948), řadu článků do katolického tisku a sama se podílela na ilegálním šíření katolického samizdatu.

## Dílo
Štefánikův memorial [... sborník vzpomínek a dokumentů vydaný k 10. výročí smrti generála Dr. M. R. Štefánika], Památník odboje, 1929
Štefanikova přátelství, Pardubický knihkupec Ladislav Lochman, soukromý a neprodejný tisk pro přátele v počtu 170ks, 1929

### Překlady
- Leblanc, Maurice: Tři oči (Les trois yeux), Českomoravské podniky tiskařské a vydavatelské, 1922
- Balzac, Joseph de: Poslanec (Deputé D), Jos. R. Vilímek, 1928
- Kessel, Joseph: Ryzí srdce (Les Coeurs Purs 1928), Přítel knihy, 1934
- Rolland, Romain: Empedokles z Akragantu (Empédocle d’Agrigente), Symposion, 1947